# Sputnik 1
Sputnik 1 (russisk: Спутник, tr. Sputnik; dansk: ~ ledsager eller drabant) blev som den første satellit sendt i kredsløb om Jorden d. 4. oktober 1957. Satellittens primære videnskabelige mission var at hjælpe med til at bestemme tætheden af de øverste lag i Jordens atmosfære ved at sende data om dens baneændringer tilbage til Jorden. Satellitten var dog først og fremmest bygget til netop at være den første satellit. Dens primære mission var at demonstrere at det rent faktisk var muligt at sende en satellit i kredsløb og sørge for at Sovjetunionen blev de første til at gøre det.
Sputnik 1 blev sendt op under det internationale geofysiske år fra Bajkonur-kosmodromen nær Tjuratam i den Kasakhiske Sovjetrepublik. Satellitten opnåede en hastighed på 29.000 km/t og udsendte radiosignaler ved frekvenserne 20,005 og 40,002 MHz. Disse signaler blev opfanget af videnskabsmænd og radioamatører over hele verden. Sputnik 1 udsendte radiosignaler i 22 dage hvorefter batterierne om bord på satellitten løb tør. Sputnik 1 brændte op i Jordens atmosfære da den genindtrådte d. 4. januar 1958 efter at have rejst ca. 60 millioner km omkring Jorden. Opsendelsesdagen for Sputnik 1 regnes for den dag rumkapløbet mellem USA og Sovjetunionen startede.
Sputnik 1 var den første af adskillige satellitter i Sputnik-programmet. De fleste af af dem virkede som planlagt. Sputnik 2, der var den anden satellit i kredsløb om Jorden var den første til at medbringe et levende dyr – hunden Laika. Sputnik 3 havde instrumenter til at undersøge stråling.

## Før opsendelsen
Planlægningen af hvad der skulle komme til at blive Sputnik 1 startede 27. maj 1954 da Sergej Koroljov foreslog overfor ministeren for forsvarsteknologi, Dmitrij Ustinov, at man skulle bygge en satellit, der skulle i kredsløb om Jorden.  Koroljov viste også Ustinov en rapport skrevet af Mikhail Tikhonravov, der gjorde rede for andre landes forsøg på at gøre det samme. Tikhonravov understregede at en kunstig satellit er en uundgåelig følge af udviklingen af raketteknologi og at det ville muliggøre interplanetarisk kommunikation.  29 juli 1955 annoncerede den amerikanske præsident Dwight D. Eisenhower gennem sin pressesekretær at USA ville opsende en satellit i løbet af det internationale geofysiske år, 1957.  En uge senere godkendte det sovjetiske kommunistpartis centralkomite ideen om at bygge en kunstig satellit. Den 30. august holdt Vasilij Rjabikov, chefen for afprøvning af R-7 raketten, et møde med deltagelse af Koroljov og her blev de enige om at benytte en tretrinsudgave af R-7 raketten til at opsende satellitter med.
Den 30. januar 1956 vedtog det sovjetiske ministerråd at man skulle begynde på praktisk arbejde på en kunstig satellit til Jorden. Denne satellit, kaldet "Objekt D", skulle efter planen være færdig i 1957-58, den skulle have en masse på mellem 1000 og 1400 kg og skulle bære 200-300 kg videnskabelige instrumenter.  Den første testopsendelse af Objekt D var planlagt til 1957. Arbejdet på satellitten blev delt op mellem følgende institutioner: 
- Det sovjetiske videnskabernes selskab var ansvarlige for at lede den videnskabelige forskning og bygge videnskabelige instrumenter.
- Ministeriet for forsvarsteknologi var gennem OKB-1 ansvarlig for at bygge satellittens krop, der skulle huse de videnskabelige instrumenter.
- Ministeriet for radioteknisk industri skulle udvikle kontrolsystem, radiosendere og telemetrisystem.
- Ministeriet for skibsbygningsindustri skulle udvikle gyroskoper.
- Ministeriet for maskinbygning skulle bygge opsendelsessted og sørge for brændstof og transport.
- Forsvarsministeriet skulle stå for opsendelsen.

Da det viste sig at USA arbejdede på deres egen satellit, den langt mere primitive Vanguard, besluttede Sovjetunionen sig for at følge en lignende rute. I stedet for "Projekt D" skulle den første satellit i rummet være Sputnik. Den skulle være så simpel som muligt så det kunne lade sig gøre at få den færdig før amerikanerne, men samtidig have evnen til at sende radiosignaler tilbage til Jorden så man kunne modtage nyttige data om hvordan satellitten bevægede sig om Jorden og hvor længe den blev i kredsløb. Den oprindelige Projekt D satellit blev sendt op under navnet Sputnik 3 d. 15. maj 1958.

## Design
Sputnik 1 var formet som en kugle med en diameter på 58,5 cm. Den blev lavet af aluminiumlegeringen AMG6T  og medbragte fire antenner, der var sammenfoldet under opsendelsen og blev foldet ud i rummet. Antennerne var alle mellem 2,4 og 2,9 meter lange og udsendte radiosignaler ved 20 og 40 MHz. Analyse af disse radiosignaler gjorde det muligt at indsamle information om elektrontætheden i ionosfæren og modtage data om temperatur og tryk inde i kuglen. Disse data gjorde det også muligt at bestemme om Sputnik 1 var blevet punkteret af små meteorer da dette ville medføre et fald i kuglens interne nitrogentryk.

## Mission
Den R-7 Semjorka-raket, der sendte Sputnik 1 i kredsløb, nåede selv i kredsløb og kunne ses på himlen som et klart himmellegeme i størrelsesklasse 1. Satellitten selv var lille, men meget reflekterende og kunne ses som størrelsesklasse 6. Dermed kunne den lige akkurat ses uden kikkert hvis forholdene var gode.

## Reaktioner
I USA gav opsendelsen af Sputnik 1 anledning til stor frygt for at Sovjetunionen var langt foran USA i udviklingen af raket-teknologi.
De amerikanske efterretninger havde i tiden op til opsendelsen af Sputnik 1 ment at det sovjetiske rumprogram ligesom det amerikanske var adskillige måneder fra at kunne opsende en satellit og at det måske endda ville blive svært at nå det inden slutningen af det geofysiske år med udgangen af 1958. Den 30. september 1957 begyndte imidlertid en international konference om det geofysiske år i Washington. På denne konference antydede flere af de sovjetiske delegerede at Sovjetunionen var tæt på at kunne opsende den første satellit.  Annonceringen af at satellitten var opsendt, kom natten mellem 4. og 5. oktober. Officielt ønskede den amerikanske regering Sovjetunionen tillykke med den succesfulde opsendelse og benægtede at der havde været et kapløb om hvem der først ville opsende en satellit, men den demokratiske opposition kritiserede i skarpe vendinger hvad de så som beviset for at Sovjetunionen havde overhalet USA i raketteknologi og beskyldte regeringen for ikke at give tilstrækkeligt med midler eller prioritering til rumforskning. Lederen af det demokratiske partis flertal i senatet, den senere præsident Lyndon B. Johnson, åbnede 25. november høringer, der skulle gennemgå de amerikanske missil- og rumprogrammer efter Sputnik. Konklusionen på disse høringer blev en hård kritik af det amerikanske rumprogram og ledelsen af disse. For at afbøde flere angreb fra oppositionen annoncerede den amerikanske præsident, Dwight D. Eisenhower, en testopsendelse af Vanguardraketten 6. december som skulle overværes af pressen og vise at USA ikke haltede bagefter Sovjetunionen i teknologi. Da raketten eksploderede på startrampen førte det til store ændringer i det amerikanske rumprogram ved først at hæren fik til opgave at få udviklet raketter i stedet for flåden og siden oprettelsen af NASA.

## Arven Fra Sputnik 1

### Kopier
Det anslås at der blev lavet mellem fire og tyve testkopier af Sputnik 1. En blev givet i gave til FN og hænger nu i indgangshallen i hovedkvarteret i New York, en anden er udstillet på National Air and Space Museum i Washington og en er udstillet på Londons videnskabsmuseum. I 2003 blev en reserve for Sputnik, kaldet PS-1, der indtil da havde været udstillet på et museum i nærheden af Kijev, solgt på Ebay. Dog uden radioudstyret da det, som hemmeligt militærudstyr, var blevet pillet ud i 1960'erne.
Den 3. november 1997 blev en kopi af Sputnik 1, bygget af russiske og franske teenagere, sendt af sted fra rumstationen Mir. Den overlevede i kredsløb i to måneder. 

### Optagelser af sputniks signal
- Optagelse fra Washington DC
- Optagelse fra tysk radioamatør
- Optagelse fra Tjekkiet

### Primære kilder
- Sovjetiske dokumenter Arkiveret 11. september 2007 hos  Wayback Machine – Oversat af NASA (engelsk)
- Avisartikler om radioamatører der lytter efter Sputnik (engelsk)

### Diverse
- Oprettelse af de første kunstige satellitter. Studiet af Månen. Satellites "Zenit"og "Electron" book: Гудилин В.Е., Слабкий Л.И. (СлабкийЛ.И.)(Gudilin V., Slabkiy L.)"Ракетно-космические системы (История. Развитие. Перспективы)",М.,1996 (russisk)
- Sputnik 1 dagbog Arkiveret 27. september 2007 hos  Wayback Machine (engelsk)
- NASA om Sputnik 1
- A joint Russian project of Ground microprocessing information systems SRC "PLANETA" and Space Monitoring Information Support laboratory (IKI RAN) dedicated to the 40th anniversary of Sputnik 1
- International Sputnikdag Arkiveret 3. januar 2009 hos  Wayback Machine